# Monacia-d’Orezza
Monacia-d’Orezza (korsisch A Munacia d'Orezza; italienisch Monacia d'Orezza) ist eine Gemeinde auf der französischen Mittelmeerinsel Korsika. Sie gehört zum Département Haute-Corse, zum Arrondissement Corte und zum Kanton Castagniccia.

## Geografie, Infrastruktur
Das Siedlungsgebiet auf ungefähr 590 Metern über dem Meeresspiegel besteht aus den Dörfern Osto, Picchiaracce, Teglia, Gallico und Casanova. Die Mairie befindet sich in Teglia. Nachbargemeinden sind Piazzole im Norden, San-Damiano im Nordosten, Velone-Orneto im Osten, San-Giovanni-di-Moriani und Parata im Südosten, Valle-d’Orezza im Süden, Rapaggio im Südwesten, Stazzona im Westen sowie Piedicroce, Verdese, Polveroso und Croce im Nordwesten.

## Bevölkerungsentwicklung
| Jahr      | 1962 | 1968 | 1975 | 1982 | 1990 | 1999 | 2008 | 2012 |
| --------- | ---- | ---- | ---- | ---- | ---- | ---- | ---- | ---- |
| Einwohner | 111  | 65   | 50   | 48   | 22   | 30   | 33   | 32   |

## Sehenswürdigkeiten
- Kirchen Sainte-Lucie
- ursprüngliche Kapelle, Vorgängerbau der heutigen, 1934 erbauten Kirche Sainte-Lucie
- Kirche San Bertolomeo, auf korsisch San Bertolu, erbaut im 17. und 18. Jahrhundert
- Kapelle Saint-Jean in Casanova, erbaut im 17. Jahrhundert